# Čalounicovití
Čalounicovití (Megachilidae) jsou čeleď včel z řádu blanokřídlých. S přibližně 4135 druhy a 76 rody jsou Megachilidae druhou nejpočetnější čeledí včel. Rozšířeny jsou kosmopolitně. Spolu s čeledí Apidae tvoří skupinu dlouhojazyčných včel. Všechny druhy patří mezi samotářské včely.

## Popis

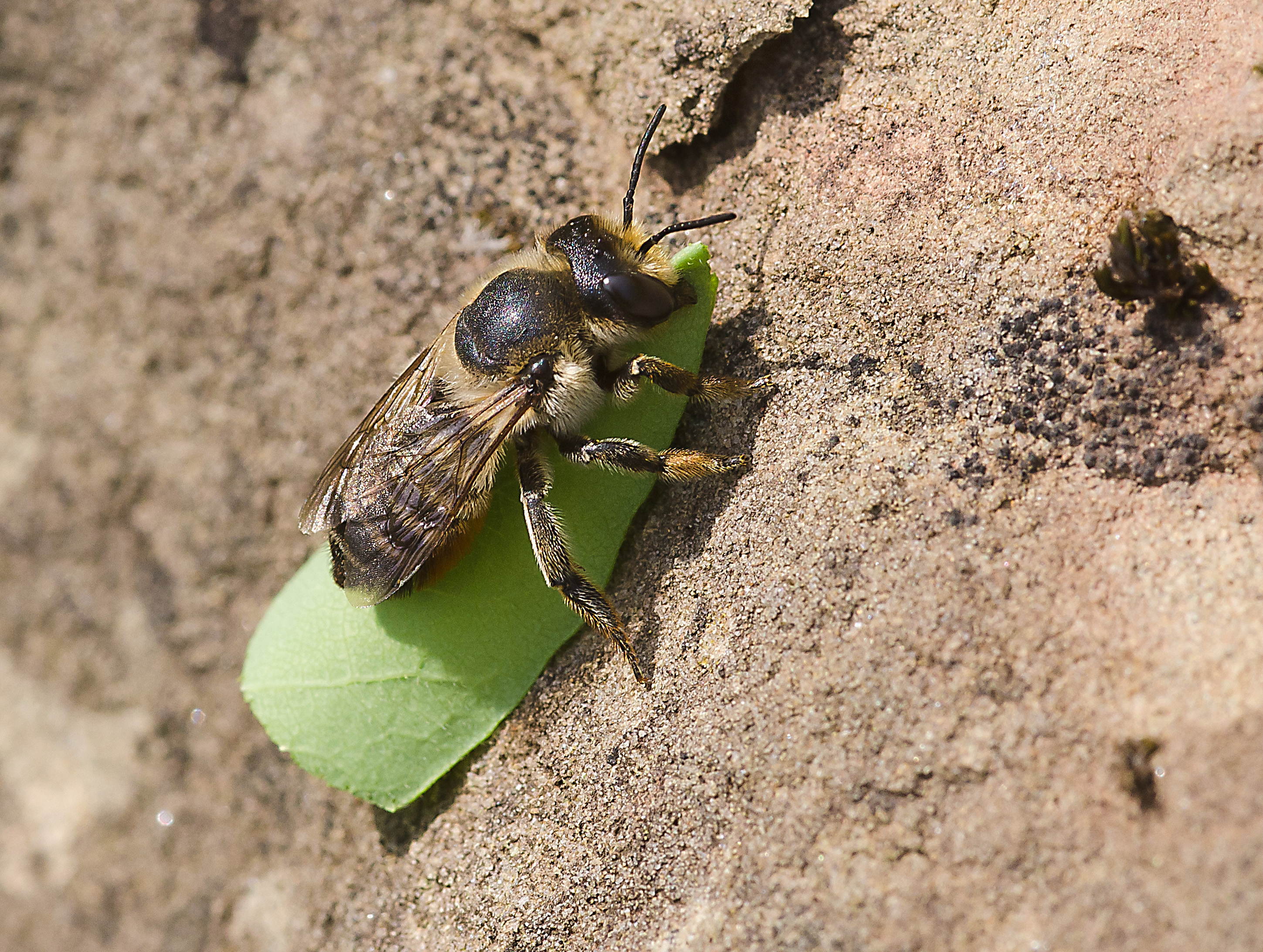
Čalounice s odřezaným kusem listu

Členové této čeledi tvoří poměrně jednotnou skupinu, která je snadno odlišitelná od ostatních včel. Samice neparazitických druhů mají takzvaný břišní kartáč, tj. spodní stranu břicha (anatomicky zadečku) hustě pokrytou dlouhými tuhými chlupy, které trčí šikmo dozadu. Ty slouží ke sběru květního pylu jako potravy pro larvy. Tyto druhy tedy patří do skupiny břichosběrných včel. Stavba těla je obvykle zavalitá, zejména u větších druhů; mnohé mají dosti široký zadeček (např. vlnařky), u některých je zadeček téměř kulovitý. Menší druhy jsou většinou válcovité.

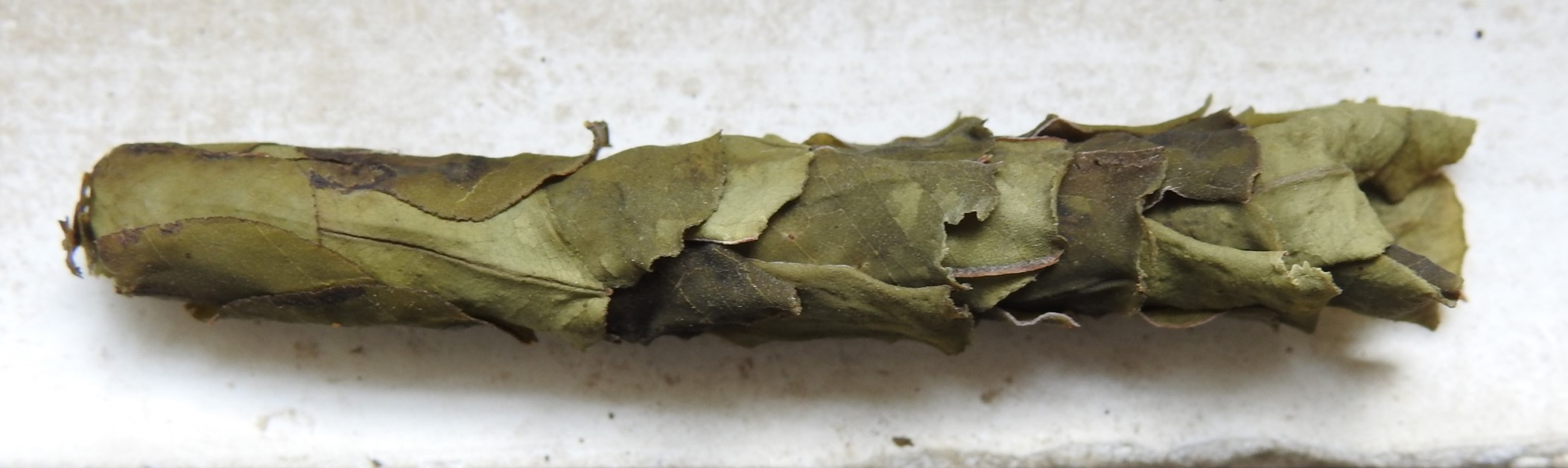
Hnízdo čalounice

## Způsob života
Způsob života jednotlivých zástupců je velmi rozmanitý. Obvykle si hnízdiště vytvářejí v různých dutinách, jejichž vnitřní stěny jsou někdy vystlány rostlinnými vlákny seškrábanými z listů (u vlnařek) nebo odřezanými kousky listů (u čalounic). Některé druhy hnízdí také ve stoncích rostlin, do kterých vyhlodají podélný tunel. Zejména některé druhy zednic a čalounic se často vyskytují v blízkosti lidských obydlí (synantropie), a proto se dají snadno pozorovat.
V čeledi se vyskytuje též hnízdní parazitismus. Kuželitky (Coelioxys), pojmenované podle zvláštního, zavalitého, širokého, ale rovnoměrně zašpičatělého tvaru těla, žijí jako parazité čalounic, přičemž každý druh má svého specifického hostitele. Smutěnky (Stelis) parazitují na různých druzích zednic (Osmia) a příbuzném rodu Heriades.

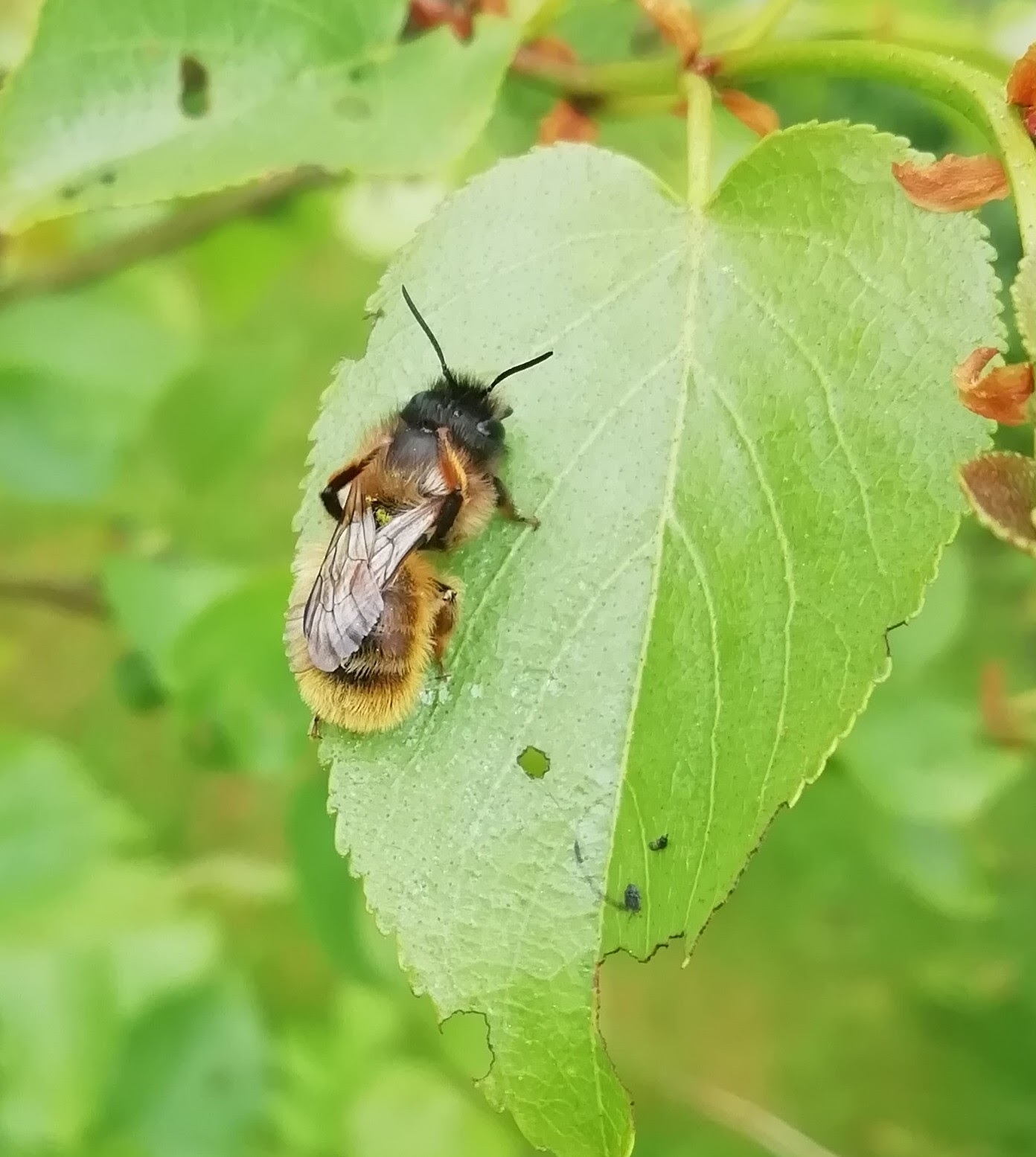
Zednice Osmia bicornis

## Vybraní zástupci

### Parazitické včely
- smutěnka (Stelis)

- kuželitka (Coelioxys)
- ostnoštítka (Dioxys)

### Neparazitické včely
- zednice (rody Osmia – např. zednice kakostová, rohatá nebo rezavá, a Hoplitis)
- čalounice (rody Megachile, Afranthidium, Anthidiellum)
- valchářka (Anthidium)
- vlnařka (Pseudanthidium)
- dřevobytka (rody Chelostoma a Heriades)
- drvnice (Lithurgus)